# スーパーヘテロダイン受信機
スーパーヘテロダイン受信機（スーパーヘテロダインじゅしんき、英: superheterodyne receiver）は、ヘテロダインにより、受信した電波を一旦中間周波数の信号に変換する方式（スーパーヘテロダイン方式）を使った受信機のこと。スーパーヘテロダイン方式は、ラジオやテレビの受信機で性能の高い方法として使われる。

## 概要
スーパーヘテロダイン受信機の原理は、それまでの受信機の設計の欠点を克服するものである。Q値の高いフィルタ回路でも高周波帯では帯域幅が広く、高周波同調 (TRF) 受信機は周波数の選択性が弱い。再生受信機はTRF受信機よりも感度がよいが、安定性や選択性には問題があった。
スーパーヘテロダイン方式の受信機では、受信する周波数 fo の信号が低い固定周波数 fIF に変換される。変換された周波数 fIF を中間周波数 (IF) と呼ぶ。AMラジオ受信機（中波）の場合、その周波数は455 kHzが一般的である。FM受信機 (VHF) では10.7 MHzが一般的に使用される。テレビではVHF放送のみであった時代においては26.75 MHzを用い規格化されたが、UHF放送対応のため58.75 MHzに引き上げられた。
受信した信号は全て局部発振器で生成された波形と混合器で混合される。ユーザーは局部発振器の発振周波数 fLO を調整することで選局を行う。混合器では局部発振信号と受信信号群が混合され、fo の信号は |fo - fLO| = fIF と、fo + fLO に変換される。変換された信号のうち、fIF の信号のみがフィルタによって選択され次の増幅（中間周波増幅）・検波（復調）回路へと導かれる。一方で混合器で発生した fo + fLO の信号はフィルタによって除去され、また中間周波増幅段は fIF の信号のみを選択的に増幅するようになっているため十分に低減される。

上側ヘテロダインの場合の図

## 上側と下側
中間周波数 fIF がいくつにするかは、局発周波数 fLO が受信信号の周波数 fo よりどれだけ高いかあるいは低いかに依存する。いずれの場合も中間周波数 fIF は |fLO - fo| となる。このとき局発周波数 fLO には、fLO = fo + fIF と、fLO = fo - fIF の2つが選べる。fLO が受信周波数よりも高い fo + fIF とするのを上側ヘテロダインまたは、ハイ・サイド・インジェクションという。逆に局部発振周波数が受信周波数よりも低いのを下側ヘテロダインまたはロー・サイド・インジェクションという。なお上側ヘテロダインでは信号の周波数成分が逆になる。実際に変化があるかどうかは、その信号の周波数スペクトルが対称性を持つかどうかに依存し、もし不都合な場合は復調後に反転増幅を行う。
中波AMラジオでは、下側を用いると中波帯の下限近くにて、例えば531 - 455 = 76 (kHz) と局部発振周波数が低くなり過ぎるので上側を用いる。

## イメージ周波数

イメージによる妨害の図。目的とする受信周波数 f_{o} は f_{RF}、局部発振周波数は f_{LO} イメージ周波数 f_{img} は f_{IMAGE} で記されている。受信周波数もイメージ周波数も同じ中間周波数 f_{IF} に変換されることが、混信を生む。混信を防ぐには混合回路を通る前の高周波増幅の段階でイメージ周波数 f_{IMAGE} を除去するフィルタ等を通してイメージ周波数の妨害信号を低減する必要がある。

スーパーヘテロダイン方式の主な欠点として、イメージ（日本語では「えいぞう」と呼び「影像」の字を宛てる）と呼ばれる問題がある。
イメージ周波数を fimg と置く。中間周波数 fIF の信号には、上側ヘテロダインであれば、目的とする受信周波数 fo の信号と局発の信号を混合した信号 fIF = fLO - fo の他に、周波数 fLO + fIF = fimg の関係を満たすイメージ周波数の信号が、ともに fIF に周波数変換され、混信のもととなる。

同じように、下側ヘテロダインであれば、周波数 fLO - fIF = fimg の関係を満たす fimg の信号も同時に fIF に変換されてしまう。
この混じり込む信号の周波数をイメージ周波数（あるいは影像周波数）、イメージ周波数の信号をイメージ信号と呼ぶ。周波数軸上でみると、局部発振器の周波数 fLOを軸に、受信したい信号 fo とイメージ信号 fimg とがそれぞれ中間周波数 fIF ぶんだけ離れ、鏡像のような関係になっている。
イメージ周波数にある別の信号を拾ってしまうと干渉して妨害となるので、一般的なスーパーヘテロダイン方式では同調部や高周波増幅部でイメージ周波数の信号を十分に低減しなければならない。
局発周波数と、目的の周波数、中間周波数との関係を整理してまとめると、以下のようになる（イメージ周波数 = fimg）。
{\displaystyle f_{img}={\begin{cases}f_{o}+2f_{IF},&{\mbox{if }}f_{LO}>f_{o}{\mbox{   (high side injection)}}\\f_{o}-2f_{IF},&{\mbox{if }}f_{LO}<f_{o}{\mbox{  (low side injection)}}\end{cases}}}
例えば、中間周波数が455 kHzのAMラジオ受信機が1422 kHzを受信する場合、通常は上側ヘテロダインが使用されるため局部発振器の周波数は1422 + 455 = 1877 kHzとなっている。この時、1877 + 455 = 2332 kHzのイメージ周波数の信号も 455 kHzの中間周波数に変換される。この周波数に強い信号やノイズが存在した場合は混信が起こるので、実際のラジオ受信機では、目的とする受信周波数の信号はそのまま通しかつ、イメージ信号を十分に減衰させるフィルタを混合器の前に置くことで混信を防いでいる。
また、最近の受信機、例えば、Bluetoothの受信回路では局部発振信号そのままと、局部発振信号にπ/2移相器を通した信号の2つとをそれぞれ受信電波信号と混合し、フィルタ後に移相器を通しそれらを加算するイメージ除去ミキサが使われるようになってきており、コストが掛かり小型化が困難な高周波フィルタを置く必要が無くなってきている。このような受信回路では回路構成の工夫により混合器自身がイメージ信号を減衰させる。
受信機がイメージ信号を除去する能力を数値化したものとして、イメージ除去比がある。これは、受信している信号の受信機出力とイメージ周波数での同じ強度の信号の受信機出力との比をデシベルで表現したものであり、値が大きいほどイメージ信号を除去する能力が高くなる。

## 設計の変遷
下図はスーパーヘテロダイン受信機の構成図である。実際、全ての設計でこれらの要素を全て持つとは限らないし、他の設計の複雑さも表されていないが、局部発振器と混合器の後にIF増幅器とフィルタが続く構成は全てのスーパーヘテロダイン受信機で共通である。コスト削減した設計では、局部発振器と混合器の能動部品を1つにする場合がある。
この方式の利点は、回路の大部分でごく狭い範囲の周波数信号だけを通す点である。広範囲の周波数を扱う必要があるのは、周波数変換部より前だけである。例えば、1 MHzから30 MHzまで受信する場合でも、周波数変換部以降は典型的なIFである455 kHzだけを扱えばよい。
イメージ応答のような問題に対処するために、複数段のIFを使うこともある。その場合フロントエンド（高周波部）は1 MHzから30 MHzを受信可能で、IFの第1段は5 MHz、第2段は50 kHzなどとする。このような周波数変換を2回行う方式を「ダブルスーパーヘテロダイン」などと呼び、通信機用途では一般的である。影像除去を確実にするために第1段の中間周波数を受信周波数よりも高くする場合もある。
スーパーヘテロダイン受信機は、周波数安定性と選択性に優れている。局部発振周波数を変更させて受信周波数の同調を取る手法は、単純なLC共振回路による同調よりも安定させやすく、特に周波数シンセサイザ技術を使えば安定性が増す。同じQ値でも、IFフィルタの方がRFフィルタよりも通過帯域を狭くできる。IFを固定とすることでセラミック発振子や水晶発振子、表面弾性波フィルタ（SAWフィルタ）のような、Q値の高い素子を用いた選択性に優れたフィルタを使うこともでき、高度な周波数選択性を必要とする用途で活用される。
テレビ受像機の場合、1941年に登場したNTSCシステムに使われていた残留側波帯 (VSB) を受信するのに必要な帯域通過特性を実現できるのはスーパーヘテロダインだけだった。当初、各段ごとにタンク回路の共振周波数をずらして必要な帯域特性を得る必要があり、中間増幅各段の共振周波数を注意深く調整する必要があったが、1980年代初期以降、表面弾性波フィルターが使われるようになり、面倒な共振周波数を不要にした。表面弾性波フィルターは精密レーザー加工で安価に製造でき、高精度で安定している。
その後、IFフィルタ後のIF処理をソフトウェアで実装したソフトウェア無線アーキテクチャが登場した。最近ではアナログのテレビ受信機やデジタルのセットトップボックスにソフトウェア無線を使ったものも登場しつつある。アンテナを小さなコンデンサ経由で集積回路に接続すればよく、全ての信号処理はデジタルで行われる。同様の技術は携帯電話やMP3プレイヤーにFMラジオ機能を実装する際にも使われている。
数百ギガヘルツという高い周波数の電波を受信する電波望遠鏡の受信機でも、スーパーヘテロダイン方式が採用されている。この場合、数百ギガヘルツの周波数を持つ信号を直接増幅するアンプが存在しないため、パラボラアンテナで集光された電波は直接混合器に導かれる。またイメージの問題に対応するため、上側ヘテロダインと下側ヘテロダインを分離するサンドバンド分離型混合器も開発されている。
スーパーヘテロダイン受信機の欠点は、周波数変換部が追加されることでコストが高くなる点である。また、受信したい信号以外の信号の混信には無防備である。中間周波数に強い信号があると、受信したい信号を打ち消すことがある。このためそのような周波数の電波の使用は規制されている。都会では様々な電波発信源があり、混合器での相互変調歪みによって必要な信号の再生が妨げられる場合がある。また、前述の通り影像の問題もある。逆にそれを応用したスキャナもある。

## 歴史
スーパーヘテロダインの原理は第一次世界大戦中の1918年、エドウィン・アームストロングが無線方位測定 (RDF) 機器での高周波増幅用三極管の供給不足に対処する手段として考案した。三極管高周波増幅では、同じ周波数に同調した共振回路にプレートもグリッドも接続される場合、グリッドとプレート間の容量結合によって増幅回路が発振してしまう可能性がある。このため、初期の設計では低利得の三極管増幅回路を多段接続する必要があり、多大な電力を消費した。しかし、それだけの価値があるとされていた。
アームストロングは、より高い周波数の機器の方が敵の船団をより効率的に発見できることに気づいたが、当時は「短波」の実用的な増幅器は存在しなかった。
アームストロングは、再生式受信機が発振してしまったとき（アームストロングは再生式受信機の考案者でもある）、その傍にある他の受信機が突然、送信されたのとは違う周波数で放送を受信するという現象に遭遇した。アームストロングらは、その現象が放送局の搬送周波数と発振周波数の間である種の「うなり」が発生しているためだと理解した。例えば、放送局が300 kHzで送信していて、発振回路が400 kHzで発振している場合、その局の放送は300 kHzで受信できるだけでなく、100 kHzおよび、700 kHzのいずれでも受信できる。2つの周波数を混合すると、新たに2つの周波数が生じ、一方はそれぞれの周波数の和となり、もう一方はそれらの差になる。この現象をヘテロダインという。
このような洞察から、アームストロングは短波増幅問題の解決策を見出した。例えば、1500 kHzの周波数を受信したい場合、発振回路（局部発振器 。略して局発と言う）を1560 kHzの周波数で発振するように設定する。すると、信号の周波数は60 kHzにまで下がり、高周波増幅性能が低い三極管でも容易に増幅可能となる。
最初のスーパーヘテロダイン回路は、中間周波数 (IF) のフィルタに鉄芯のトランスの自己共振を利用していた（民生用スーパーヘテロダインラジオでは並列共振回路を使った増幅回路で済ますが、より高性能を求める場合はフィルタ（濾波器）を用いる）。初期のスーパーヘテロダイン回路ではIFは20 kHzと低かった。そのため#イメージ周波数の信号による干渉が発生しやすいが、当時は周波数選択性よりも感度が重視されていた。
アームストロングは素早く回路を実装でき、その技法は軍により迅速に採用された。しかし1920年代にラジオ放送が始まったころにはまだあまり普及していなかった。これは、発振回路に余分な真空管を必要とすることと、調整に技量を要することが足かせとなったためである。市販のラジオ受信機には、高周波増幅回路につきものの寄生容量を帰還回路により中和する、単純さと低価格で優れたニュートロダインという高周波増幅方式が一般に使われた。
1930年代になると、真空管の進歩によってそれらの利点が無効となってきた。まず真空管のカソードとヒーターとを分離した傍熱管が実用化され、混合回路と発振回路を1つの五極管で実装可能となった。これを「オートダイン・ミキサー」という。さらにスーパーヘテロダイン用の機能複合型真空管が低価格で製造されるようになり、高周波同調受信機は1930年代中ごろには廃れていった。なお日本においては太平洋戦争後のGHQによる再生式ラジオ受信機の製造禁止勧告が出された後も、当時の日本国民の購買力の関係で、しばらくは並四や高一などの周波数変換を行わないストレート式ラジオが市販されたものの、五球スーパーを代表とするスーパーヘテロダイン受信機が徐々に普及することとなった。その後登場したトランジスタラジオでは、簡単に1石で周波数混合と局部発振とをまかなうことができる。現在では、ラジオ受信機やテレビ受信機はほぼ全てスーパーヘテロダイン方式を採用している。